# Лажно признање
Лажно признање је признање кривице за злочин који појединац није починио. Иако то није у складу са здравим разумом, таква признања се могу дати добровољно (да би се заштитила трећа страна, или подстакнута техникама принудног испитивања). Када је у питању одређени степен принуде, студије су откриле да су субјекти са високим коефицијентом интелигенције или они којима манипулишу трећа лица, склонији да дају таква признања.  Млади људи су посебно подложни признавању, посебно када су под стресом, изморени или трауматизовани, и имају знатно већу стопу лажних признања од одраслих. Стотине невиних људи је осуђено, затворено, а понекад и осуђено на смрт након признања злочина које нису починили—тек годинама касније су ослобођени кривице.  Тек када је неколико шокантних случајева лажних признања објављено у касним 1980-им, у комбинацији са увођењем ДНК испитивања доказа, постао је видљив велики број погрешних осуда – и колико често су лажна признања имала улогу у томе. 
Лажна признања се разликују од принудних признања где се употреба мучења или других облика принуде користи да би се подстакло признање.